# Elise Thorsnes
Elise Hove Thorsnes, född 14 augusti 1988 i Leikanger, är en norsk fotbollsspelare som spelar för Avaldsnes IL. Thorsnes är forward men har tidigare varit mittback.